# 98494 Marsupilami
98494 Marsupilami là một tiểu hành tinh. Nó được khám phá bởi Jean-Claude Merlin vào ngày 27 tháng 10 năm 2000. Lựa chọn tên tạm thời của nó là 2000 UN111. Nó được đặt theo tên của Marsupilami.